# Hoplophyllum ferox
Hoplophyllum ferox là một loài thực vật có hoa trong họ Cúc. Loài này được Sond. mô tả khoa học đầu tiên.